# Vlag van Sleeswijk-Holstein

Vlag van Sleeswijk-Holstein (ratio 3:5)

Landesdienstflagge van Sleeswijk-Holstein

De vlag van Sleeswijk-Holstein is een blauw-wit-rode horizontale driekleur en is sinds de 19e eeuw een van de symbolen van Sleeswijk-Holstein. Sinds 1949 heeft de vlag een officiële status. De Landesdienstflagge is dezelfde vlag, maar dan met het wapen van de deelstaat in het midden. De vlag is op 18 januari 1957 formeel aangenomen.

## Symboliek
De kleuren moeten de verbondenheid tussen de regio's Sleeswijk en Holstein uitdrukken: het blauw van Sleeswijk wordt verbonden met het rood-wit van Holstein. Daarnaast symboliseren de kleuren een zelfstandig Sleeswijk-Holstein binnen een vrij Duitsland.

## Geschiedenis
De kleurencombinatie is afkomstig uit het wapen van Sleeswijk-Holstein, dat is samengesteld uit de wapens van Sleeswijk en Holstein. Het wapen van het Hertogdom Sleeswijk bestond uit twee blauwe leeuwen op een gele achtergrond, terwijl dat van het Hertogdom Holstein het witte Holsteiner Nesselblatt op een rood schild toonde.
In de Sleeswijk-Holsteinse vlag zijn het wit en rood van Holstein met het blauw van Sleeswijk verbonden, zonder dat het geel van Sleeswijk werd meegenomen. De reden daarvoor was dat de 19e-eeuwse Sleeswijk-Holsteinse beweging een driekleur naar het voorbeeld van de Franse vlag nastreefde.
In de jaren 1830, toen Sleeswijk-Holstein tot het Deense koninkrijk behoorde, kwam de vlag op als symbool van de onafhankelijkheidsbeweging. In deze tijd speelde dan ook de Sleeswijk-Holsteinse kwestie. De precieze ontstaanswijze van de vlag is onbekend. Het Schleswiger Sängerfest van 24 juli 1844, waar het Sleeswijk-Holsteinse volkslied Schleswig-Holstein meerumschlungen gepresenteerd werd, wordt soms als bron genoemd: de vrouwen van de aanwezige zangers zouden de vlaggen hebben meegenomen, waarna de bekendheid ervan door het hele gebied verspreid werd. Een andere theorie legt de oorsprong van de vlag bij de Corpskleuren van een studentenvereniging uit Kiel. Hoe het ook zij, de driekleur werd in een algemeen klimaat van liberaal-nationale groei (met als hoogtepunt de Maartrevolutie van 1848) enorm populair.
Op 31 juli 1845 werd de vlag vanwege het anti-Deense karakter door de Deense regering verboden.
Na de Tweede Duits-Deense Oorlog (1864) werden Sleeswijk en Holstein (samen met Lauenburg) door Denemarken afgestaan: Sleeswijk en Lauenburg gingen naar Pruisen en Holstein naar Oostenrijk. Na de Pruisisch-Oostenrijkse Oorlog van 1866 ging ook Holstein naar Pruisen en werd dat gebied samen met Sleeswijk verenigd tot de provincie Sleeswijk-Holstein.
De blauw-wit-rode vlag zou vanaf 1848 in gebruik zijn als vlag van de Pruisische provincie Sleeswijk-Holstein, om in 1935 door de nazi's te worden afgeschaft.
Na de Tweede Wereldoorlog werd Sleeswijk-Holstein een deelstaat van de Duitse Bondsrepubliek; in 1949 werd de vlag dan officieel vastgelegd. In de Gesetz über die Hoheitszeichen des Landes Schleswig-Holstein van 18 januari 1957 werden het gebruik en de ontwerpdetails van de vlag gespecificeerd.

## Vlaginstructie
De vlaginstructie van Sleeswijk-Holstein stelt dat zowel de gemeenten als de gewone bevolking de versie zonder het wapen moet gebruiken. Enkel de overheid van de deelstaat mag de versie met het wapen gebruiken, die dus dienstdoet als dienstvlag. In het algemeen hijst de deelstaatoverheid naast de Sleeswijk-Holsteinse vlag ook de Duitse vlag en de vlag van Europa.

## Verwante vlaggen

Vlag van het Koninkrijk Joegoslavië (1918-1941) en van de Federale Republiek Joegoslavië (1992-2003)